# Borsten-Schwertlilie
Die Borsten-Schwertlilie (Iris setosa) ist eine Pflanzenart aus der Gattung der Schwertlilien (Iris) innerhalb der Familie der Schwertliliengewächse (Iridaceae). Die Art ist sehr formenreich.

## Merkmale
Die Borsten-Schwertlilie ist eine ausdauernde krautige Pflanze, die ein kurzes Rhizom als Überdauerungsorgan bildet. Sie erreicht Wuchshöhen von (15) 50 bis 90 Zentimeter. Der Stängel ist verzweigt. Die Grundblätter sind hellgrün mit rötlichem Grund und messen 20 bis 50 × 1 bis 2,5 Zentimeter. Die 2 bis 3 Blüten haben einen Durchmesser von 6 bis 9 Zentimeter. Die Domblätter sind sehr klein, 5 bis 7 Millimeter lang, schmal lanzettlich und haben einen 1 Zentimeter langen, borstenförmigen Fortsatz. Die Hängeblätter sind violett. Die Platte ist beinahe rund, hat einen Durchmesser von 3 bis 4,5 Zentimeter und verschmälert sich plötzlich in den schmalen, blassgelben, violett geaderten Nagel. Die Narbenlappen sind gezähnt.
Die Blütezeit liegt im Juni.
Die Chromosomenzahl beträgt 2n = 38.

## Vorkommen
Die Borsten-Schwertlilie kommt im gemäßigten bis kühlen West-Amerika und Ost-Asien vom nördlichen British-Columbia bis Alaska, in Ost-Sibirien, in der Nord-Mongolei, in Fernost, in Zentral- und Nord-Japan und in Korea auf Sumpfwiesen, auf Küstendünen, in Kiefern- und lichten Eichenwäldern sowie auf steinig-grasigen Hängen vor.

## Systematik
Man kann drei Varietäten unterscheiden:
- Iris setosa var. hondoensis Honda: Sie kommt in Zentral-Japan vor.[2]
- Iris setosa var. nasuensis H.Hara: Sie kommt in Zentral-Japan vor.[2]
- Iris setosa var. setosa: Sie kommt von Sibirien bis Japan und von Alaska bis zum westlichen Kanada vor.[2]

## Nutzung
Die Borsten-Schwertlilie wird selten als Zierpflanze genutzt. Sie ist seit spätestens 1844 in Kultur.